# Macronemurus amoenus
Macronemurus amoenus là một loài côn trùng trong họ Myrmeleontidae thuộc bộ Neuroptera. Loài này được Hölzel miêu tả năm 1972.